# Escucha segura

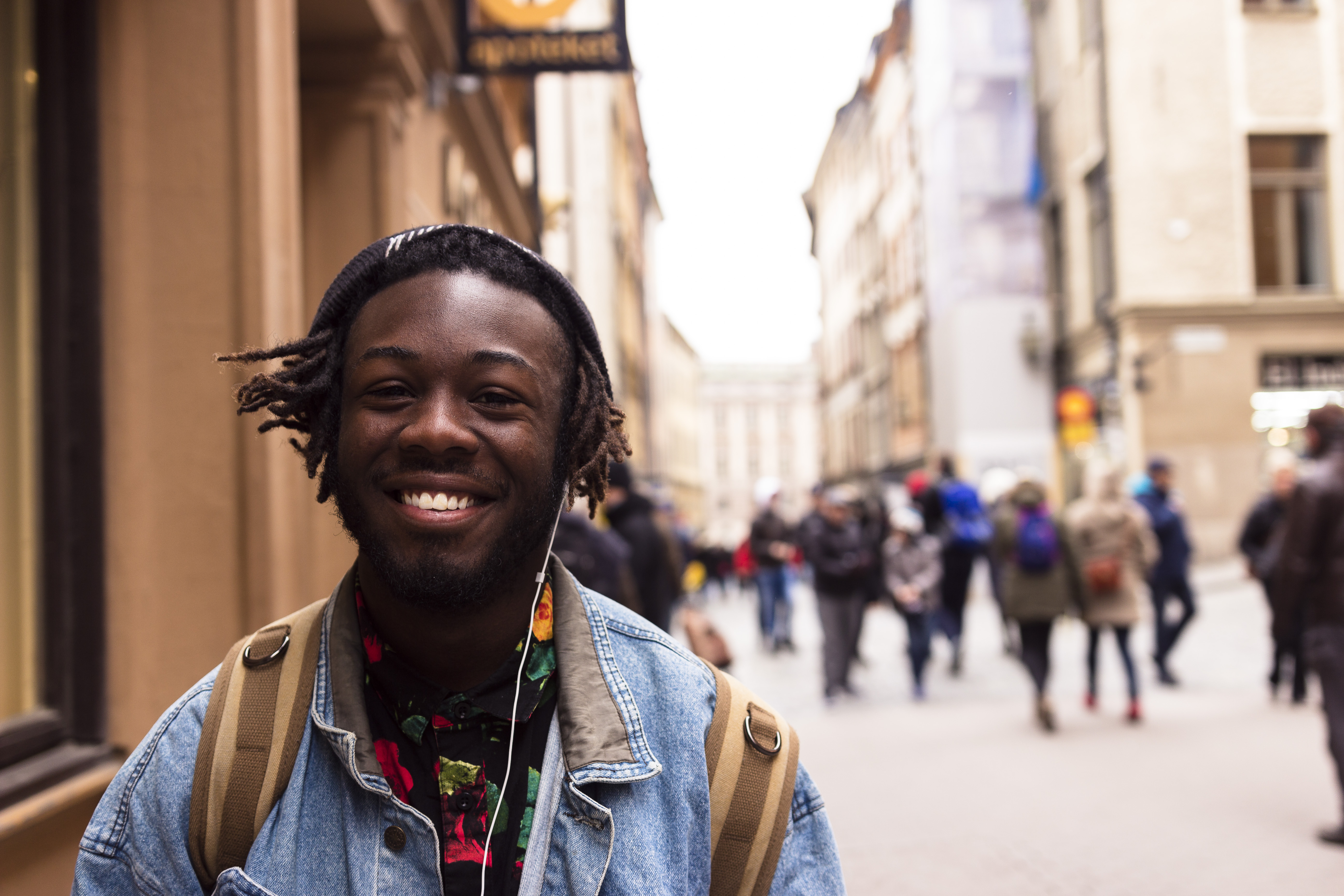
Un hombre que escucha a través de auriculares

Escucha segura es un concepto relacionado con acciones de promoción de la salud para asegurar que ciertas actividades recreativas, como conciertos, discotecas, escuchar música, retransmisiones, o podcasts, no pongan en riesgo nuestra audición.
Mientras la investigación muestra que repetidas exposiciones a cualquier sonido fuerte pueden causar trastornos auditivos y otros efectos de salud, “escucha segura” se aplica específicamente a la escucha voluntaria a través de sistemas personales de escucha, productos de amplificación de sonido personales (PASPs), o en locales de entretenimiento.  La escucha segura promueve estrategias para impedir efectos negativos, incluyendo pérdida de audición, tinitus e hiperacusia. Si bien la escucha segura no aborda la exposición a sonidos no deseados (que se denominan ruido), por ejemplo, en el trabajo o en otros hobbies ruidosos, es una parte esencial de una aproximación completa del máximo de factores que conforman la salud auditiva total.
El riesgo de efectos negativos para la salud por exposiciones al sonido (sea ruido o música) viene principalmente determinado por la intensidad del sonido (volumen), la duración del acontecimiento, y la frecuencia de aquella exposición. Estos tres factores caracterizan el nivel general de energía sonora que llega a los oídos de una persona y que se puede utilizar para calcular una dosis de ruido. Este sistema se ha utilizado para determinar los límites de exposición de ruido en el trabajo.
Los límites reglamentarios y recomendados para la exposición al ruido se desarrollaron a partir de los datos de audición y ruido obtenidos en entornos ocupacionales, donde la exposición a sonidos fuertes es frecuente y sus consecuencias pueden influir durante décadas. A pesar de que las regulaciones específicas varían en todo el mundo, la mayoría de las buenas prácticas en el lugar de trabajo consideran un máximo aceptado de 85 decibelios (ponderado en dBA) de promedio durante ocho horas por día como el nivel de exposición seguro. Utilizando una tasa de cambio, típicamente 3 dB, el tiempo de escucha permitido se reduce a la mitad a medida que el nivel de sonido aumenta según la tasa seleccionada. Por ejemplo, un nivel de sonido de hasta 100 dBA puede escucharse sin repercusión únicamente 15 minutos cada día.
Debido a su disponibilidad, los datos laborales han sido adaptados para determinar los criterios de riesgo de daños para exposiciones sonoras fuera del trabajo. En 1974, la Agencia de Protección Medioambiental de los EE. UU. recomendó una exposición durante 24 horas máximo de 70 dBA, si no había un "periodo de descanso" para los oídos cuando las exposiciones se promedian durante 24 horas y se suceden todos los días del año (los límites de exposición en el lugar de trabajo suponen 16 horas de silencio entre turnos y dos días de descanso a la semana). En 1995, la Organización Mundial de la Salud (OMS) concluyó de manera similar, que las exposiciones promedio de 24 horas de 70 dBA o menos, representan un riesgo insignificante de pérdida auditiva durante toda la vida.  Siguiendo los informes sobre los trastornos auditivos por escuchar música, parecen necesarias intervenciones y recomendaciones adicionales para prevenir los efectos adversos de las actividades recreativas relacionadas con el sonido.

## Salud pública e intervenciones comunitarias
Varias organizaciones han desarrollado iniciativas para promover hábitos de escucha segura. El Instituto Nacional de Sordera y Otros Desórdenes de Comunicación (NIDCD) tiene directrices orientadas a la población preadolescente (9–13 años) para escuchar de forma segura los reproductores de música personal. El programa de Decibelios Peligrosos promueve el uso de maniquíes para medir la producción de PASPs como una herramienta educativa para crear conciencia sobre la sobreexposición al sonido a través de la escucha personal. Este tipo de maniquí es sencillo y económico de construir y es a menudo un reclamo de atención en escuelas, charlas de salud, salas de espera en clínicas, etc.
Los Laboratorios Acústicos Nacionales (NAL), una división de Hearing Australia, desarrolló el Know Your Noise (Conoce tu Ruido), financiado por el Departamento de Gobierno australiano de Salud.  El sitio web de Know your Noise tiene una Calculadora de Riesgo del Ruido que de manera fácil para el usuario, identifica y entiende los niveles de exposición de ruido (en trabajo y juego), y los posibles riesgos auditivos. Los usuarios también pueden realizarse una pre-audiometría on-line para ver qué bien oyen con ruido de fondo. La OMS lanzó la iniciativa Make Listening Safe (Promoción de la Escucha Segura) como parte de la celebración del Día de la Audición Mundial el 3 de marzo de 2015. El objetivo principal de la iniciativa es para asegurar que las personas de todas las edades puedan disfrutar escuchando música y otros medios de comunicación de audio de una manera que no cree un riesgo para la audición. La pérdida inducida por ruido, hiperacusia, tinnitus y acúfenos, han sido asociadas con el uso frecuente a volumen alto de dispositivos como auriculares y ciertas tecnologías llamadasTrue Wireless Stereo.
Los objetivos de Make Listening Safe son:
- Sensibilizar y concienciar sobre prácticas de escucha saludables, especialmente entre la población más joven;
- Destacar los beneficios de la escucha saludable a responsables políticos, profesionales de salud, fabricantes, padres, y otros agentes implicados;
- Desarrollar e implementar estándares aplicables a dispositivos de audio personal y locales recreativos para conseguir las características de escucha segura;
- Crear un repositorio de recursos de acceso abierto e información sobre prácticas de escucha segura en al menos seis lenguas (árabe, chino, inglés, francés, ruso, y español).[28]

En 2019 la Organización Mundial de la Salud publicó un paquete de herramientas para dispositivos de escucha segura y sistemas que proporcionen una guía de las estrategias propuestas, identificando acciones que gobiernos, industria y sociedad civil pueden justificar.

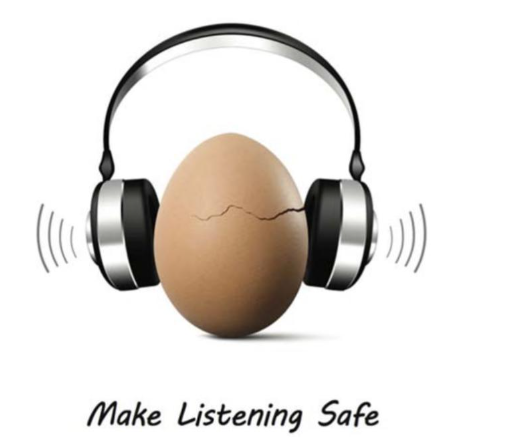
El logotipo para Make Listening Safe de la Organización Mundial de la Salud

Una de las aproximaciones tomadas por Make Listening Safe es para promover el desarrollo de características en productos de amplificación de sonido personales (PASPs), para aumentar la concienciación en los usuarios en las prácticas de escucha arriesgadas. En este contexto, la OMS se asoció con la Unión de Telecomunicación Internacional (ITU) para desarrollar límites de exposición adecuados incluidos en las normas de seguridad voluntarias H.870 sobre "Directrices para sistemas/dispositivos de escucha segura." Expertos en los campos de audiología, otologÍa, salud pública, epidemiología, acústica, e ingeniería de sonido, así como organizaciones profesionales, organizaciones de estandarización, fabricantes, y los usuarios están colaborando en este esfuerzo común.
La iniciativa Make Listening Safe también cubre locales de ocio. Niveles de presión de sonido medio (NPS) en clubs nocturnos, discotecas, bares, gimnasios y locales de deportes con público en directo pueden alcanzar los 112 dBA (ponderados); los niveles de sonido en conciertos de pop pueden ser incluso más altos. La exposición frecuente o una exposición breve a niveles de presión sonora muy altos como estos pueden ser perjudiciales. La OMS revisó las regulaciones sobre ruido existentes para varios sitios de entretenimiento, incluidos clubes, bares, salas de conciertos y estadios deportivos, como un primer paso en el desarrollo de un marco regulatorio que garantizaría una escucha segura en dichos espacios.  Publicó un estándar global para lugares y eventos de escucha segura como parte del Día Mundial de la Audición 2022. También lanzados en 2022 fueron un manual mSafeListening, sobre cómo crear un programa de escucha segura de mHealth y  un conjunto de herramientas de midia para periodistas que contiene información clave y cómo hablar sobre la escucha segura. 
En España, la Federación de Asociaciones de Implantados Cocleares de España (AICE) realiza un proyecto llamado “Laboratorio Insonoro” con una propuesta virtual accesible a la comunicación que enseña a través de un espacio web contenidos educativos sobre la Salud Auditiva y realiza al finalizar la sesión una prueba pre-audiométrica que permite conocer de manera sencilla la capacidad de audición del alumnado y recomienda acudir a profesionales si los resultados no son favorables. El proyecto forma parte de la iniciativa Make Listening Safe de la OMS. 

## Intervenciones de fuente del sonido

### Sistemas Personales de Escucha  (SPE)
Los sistemas personales de escucha son dispositivos portátiles  – normalmente un reproductor electrónico sujeto a auriculares o cascos – los cuáles están diseñados para escuchar a varios medios de comunicación, como música o videojuegos. La producción sonora de tales sistemas varía ampliamente. Niveles de producción máxima varían dependiendo de los dispositivos concretos y requisitos reguladores regionales. Típicamente, los usuarios SPE pueden escoger limitar el volumen entre 75 y 105 dB NPS. El ITU y la OMS recomiendan que los PLS sean programados con una función de control de un límite de exposición de sonido semanal y proporcione las alertas cuando los usuarios consumen el tiempo de su sonido semanal. Si los usuarios reconocen la alerta, pueden escoger si reducir el volumen o no. Pero si el usuario no reconoce la alerta, el dispositivo automáticamente reducirá el volumen a un nivel predeterminado (basado en el modo seleccionado, por ejemplo 80 o 75 dBA). Al transmitir la información sobre la exposición de forma que los usuarios finales puedan entender fácilmente, esta recomendación tiene como objetivo facilitar a los oyentes la gestión de sus exposiciones y evitar cualquier efecto negativos. La aplicación de salud en iPhones, Apple watches, y iPads incorpora ya estas recomendaciones desde 2019. Estos presentan la opción agregada del Estudio de Oído del Apple, parte de la aplicación de Búsqueda que está siendo conducido en colaboración con la Universidad de Escuela de Míchigan de Salud Pública.Los datos están siendo compartidos con la iniciativa de escucha segura de la OMS. Los resultados preliminares publicados de marzo de 2021, después de un año de estudio, indicó que el 25% de los participantes experimentaron pitidos en sus oídos unas cuantas veces a la semana o más, 20% de los participantes tenían pérdida auditiva, y 10% tiene características típicas de casos de pérdidas de audición por ruido. Casi el 50% de los participantes informaron que no habían revisado su audición en los últimos 10 años. Mientras que el 25% de los participantes experimentaron altas exposiciones de sonidos ambientales.
La Comisión Técnica Internacional (ITC) publicó el primer estándar europeo IEC 62368–1 en sistemas de audio personal en 2010. Define niveles de producción segura para PLSs a 85 dB o menos, mientras permite a los usuarios aumentar el volumen a un máximo de 100 dBA. Aun así, cuando los usuarios suben el volumen al nivel máximo, el estándar especifica que una alerta tendría que salir para advertir al oyente del potencial problema auditivo.
El 2018 ITU y el estándar H.870 de OMS "Directrices para sistemas/dispositivos de escucha segura” de los dispositivos en la administración de sonido se enfoca en las dosis de exposición semanal. Este estándar estuvo basado en el estándar EN 50332-3 "equipamientos de sistema de sonidos: auriculares y cascos asociados con reproductores de música personal – nivel de presión de sonido máximo metodología de medida – Parte 3: método de medida para administración de dosis del sonido." Este estándar define un límite de escucha segura a una dosis de sonido semanal equivalente a 80 dBA para las 40 horas/semana.

#### Diferencias potenciales en niños

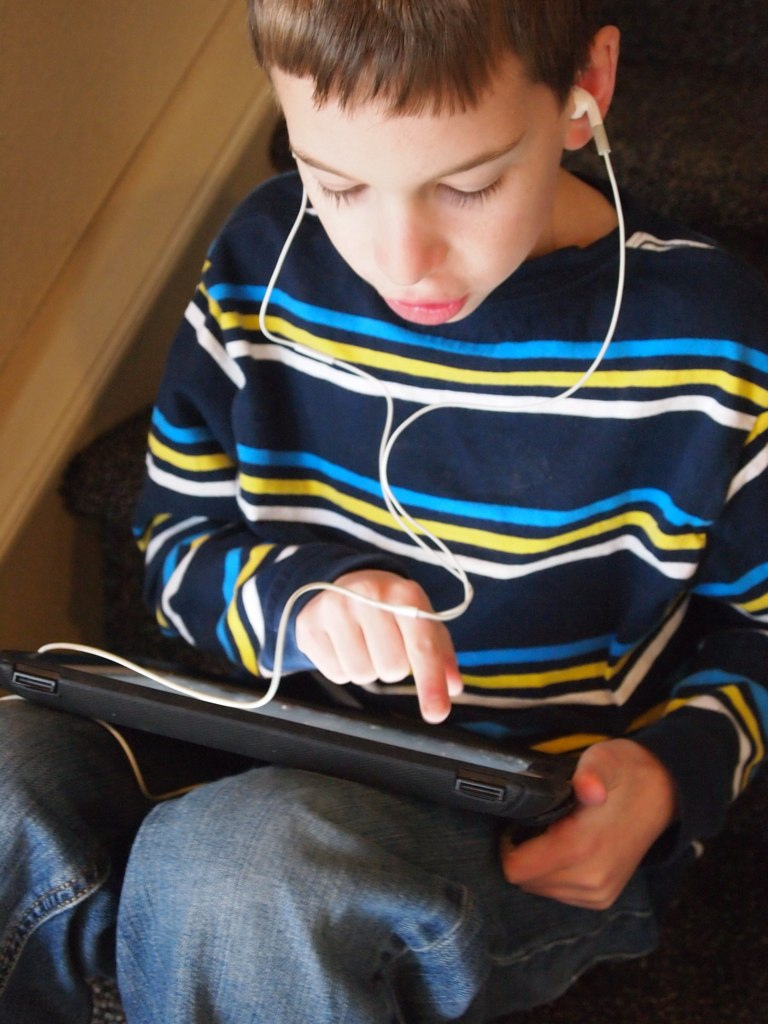
Foto de niño con auriculares

El uso frecuente de SPE entre los niños ha levantado preocupación sobre los riesgos potenciales que podrían asociarse con tal exposición. No hay ningún acuerdo en el riesgo aceptable de pérdidas auditivas en niños; y los criterios de riesgo de daño en adulto no son apropiados para establecer niveles de escucha segura para niños debido a diferencias en fisiología y el impacto del desarrollo más serio de pérdida auditiva temprana.
Un intento de identificar niveles seguros asumió que el límite de exposición más apropiado para la exposición al ruido recreativo en los niños tendría como objetivo proteger al 99% de los niños de un cambio en la audición superior a 5 dB a 4 kHz después de 18 años de exposición al ruido. Utilizando estimaciones de la Organización Internacional para Estandarización (ISO 1999:2013), los autores calcularon que el 99% de niños que están expuestos desde el nacimiento hasta los 18 años a 8-h de niveles de sonido mediano (LEX) de 82 dBA tendrían umbrales auditivos hasta 4,2 dB mayores, indicando un cambio en la capacidad de oír. Estos autores recomiendan para preservar el oído de nacimiento hasta la edad de 18 años, exposiciones de ruido limitadas a 75 dBA sobre un periodo de 24 horas. Otros investigadores recomiendan que la dosis de sonido semanal sea limitada al equivalente de 75 dBA para 40 horas/semana para niños y usuarios que sean sensibles a estimulación de sonido intenso.

### Productos de amplificación de sonido personales (PASPs)
Productos de amplificación de sonido personales son dispositivos de amplificación del sonido para uso por personas con oído normal. Los niveles de producción de 27 PASPs comercialmente disponibles en Europa se analizaron en 2014. Todos ellos tuvieron una producción máxima que superó 120 dB SPL; 23 (85%) superó 125 dB SPL, mientras 8 (30%) superó 130 dB SPL. Ninguno de los productos analizados tuvieron una opción limitativa de volumen.
El informe provocó el desarrollo de unos cuantos estándares para estos dispositivos. El ANSI/CTA estándar 2051 en "Los Criterios de Rendimiento de Amplificación de Sonido Personal" se aprobó en 2017. Esta especificó un máximo de presión de sonido de producción de 120 dB en SPL. En 2019, el ITU publicó el estándar ITU-T H.871 titulado "Pautas de escucha segura para amplificadores de sonido personales". Este estándar recomienda que PASPs mida la dosis de sonido semanal y cumpla con un máximo de menos de 80 dBA durante 40 horas en 7 días. Los dispositivos PSAPs que no pueden medir dosis de sonido semanal tendrían que limitar la producción máxima a 95 dBA por defecto. También recomienda que los PSAPs proporcionen alertas claras en sus guías de usuario, embalaje, y que en la publicidad deben mencionarse los riesgos de daño de oído que pueden desencadenarse al utilizar el dispositivo proporcionando información para evitar estos riesgos.

### Locales de diversión

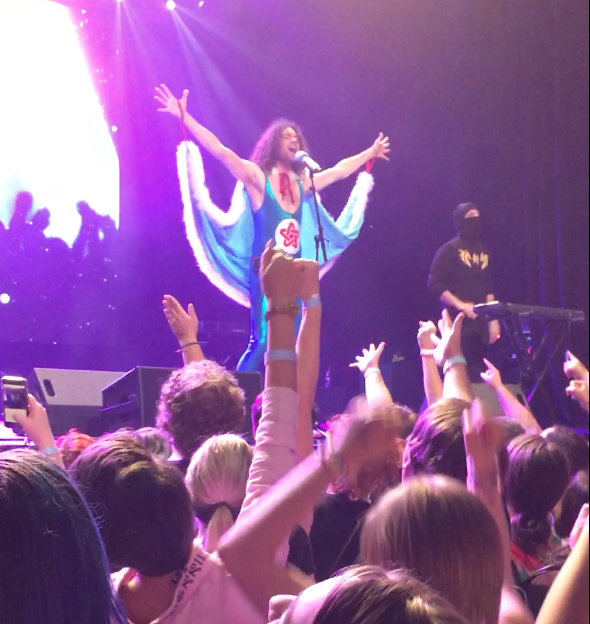
Concierto de rock vivo en local de diversión

En 2019, la OMS publicó un informe resumiendo las regulaciones para el control de exposición de sonido en locales de ocio en Bélgica, Francia, y Suiza. Este estudio de caso por caso se publicó como un paso inicial hacia el desarrollo de un marco regulador de la OMS para el control de exposición de sonido en locales de ocio. En 2020, un par de informes describieron escenarios de exposición y procedimientos en uso durante acontecimientos de entretenimiento. Se tuvieron en cuenta la seguridad del público asistente a los acontecimientos, así como aquellos expuestos laboralmente a la música de intensidad alta y la influencia sonora que se ejerce en los barrios circundantes. Se presentaron soluciones técnicas, formas de monitoreo del sonido en el escenario, así como indicadores de los problemas de aplicar controles de ruido medioambiental en un entorno urbano, con ejemplos concretos de cada país.
Se han implementado varias aproximaciones reguladoras diferentes para dirigir niveles de sonido y minimizar el riesgo de causar daño auditivo para trabajadores de locales de música.   Un informe publicado en 2020 identificó 18 controles que consideran niveles de sonido en locales de entretenimiento – 12 de Europa y el resto de ciudades o estados de América del Norte y del Sur. Las aproximaciones legislativas incluyen: limitaciones de nivel del sonido, monitoreo de la exposición de sonido en tiempo real, suministro obligatorio de dispositivos de protección auditiva, requisitos de señalización y advertencia, restricciones de colocación de altavoces y garantía de que los usuarios puedan acceder a zonas tranquilas o áreas de descanso. La efectividad de estas medidas en reducir el riesgo de daño auditivo no ha sido evaluado, pero la adaptación de las medidas descritas anteriormente son compatibles con la jerarquía de controles utilizadas para dirigir la exposición de ruido en los puestos de trabajo.
Los usuarios de locales de música han indicado su preferencia para niveles de sonido más bajo y pueden ser receptivos cuando se les proporcionan tapones para el oído o son accesibles. Este hallazgo puede ser dependiente de la región o país. En 2018, el Centro de Control de Enfermedades y Prevención de EE.UU publicó los resultados de una encuesta de adultos en relación con el uso de un dispositivo de protección del oído durante exposición a sonidos fuertes en acontecimientos recreativos. En general, cuatro de cada cinco informó que nunca o raramente llevan dispositivos de protección del oído cuando atienden a eventos deportivos o de entretenimiento ruidosos. Los adultos de 35 años o más tienen una probabilidad significativamente mayor de no usar protección auditiva que los adultos jóvenes de 18 a 24 años. Entre adultos que frecuentemente disfrutan de acontecimientos deportivos, las mujeres tenían el doble de probabilidades que los hombres de no usar nunca o rara vez protección auditiva. La educación universitaria o tener mayores ingresos influye en adultos, quienes más probablemente llevaban protección auditiva. Las personas con discapacidad auditiva o familiares sordos eran significativamente más propensas a utilizar sus dispositivos protectores.
Los retos en implementar medidas para reducir riesgos auditivos en locales de ocio son significativos, ya sea a través de directrices obligatorias o voluntarias, con o sin sanción. Requiere trabajo de muchos grupos profesionales diferentes e implicación tanto de directores de locales como de usuarios..

## Intervenciones personales
Si bien el establecimiento de intervenciones efectivas de salud pública y comunitaria, la promulgación de leyes y reglamentos apropiados y el desarrollo de estándares pertinentes para los sistemas de escucha y audio son todos importantes para establecer una infraestructura social para una escucha segura; las personas pueden tomar medidas para garantizar que sus hábitos de escucha personales minimicen su riesgo de problemas de audición.  Las estrategias de escucha segura personal incluyen:
- Escuchar PLSs a niveles seguros, como 60% de la escala de volumen. Auriculares que cancelan o aíslan ruidos pueden ayudar a evitar subir el volumen hasta contrarrestar el ruido de fondo.
- Aplicaciones de sonómetro pueden ayudar a conocer cuán fuertes son los sonidos que nos rodean. Si no se utiliza una aplicación de medición, una buena regla general es que los sonidos son potencialmente peligrosos si es necesario hablar con voz elevada para ser oída por alguien a la longitud de un brazo de distancia. Apartándose del sonido o utilizando protección de oído son propuestas para reducir niveles de exposición.
- Detectando señales de pérdida auditiva. Tinnitus, la dificultad de oír sonidos agudos (como los pájaros que cantan o notificaciones de teléfono móvil), y problemas para entender un discurso con ruido de fondo puede ser indicadores de pérdida auditiva.
- Realizando una audiometría regularmente. La Asociación Estadounidense del Habla, el Lenguaje y la Audición recomienda que los niños en edad escolar sean examinados auditivamente de forma anual desde la guardería hasta la universidad. Los adultos deberían examinar sus oídos cada diez años hasta la edad 50, y luego cada tres años. La audición se debe evaluar antes si se desarrollan signos de advertencia.[65][66]

Debemos enseñar a los niños y adultos jóvenes sobre los peligros de sobreexposición a sonidos fuertes y cómo unos buenos hábitos de escucha segura, protegerán su audición. 
Un buen modelaje de hábitos de escucha incitaría a los jóvenes a mejorar su salud auditiva. Como parte de sus actividades de promoción de la salud, profesionales relacionados con el oído deben recomendar protección apropiada (cascos con cancelación de ruido por ejemplo) cuándo sea necesaria e informar, entrenando y realizando pruebas de ajuste para garantizar que las personas estén adecuadamente protegidas.